# 都営バス千住営業所

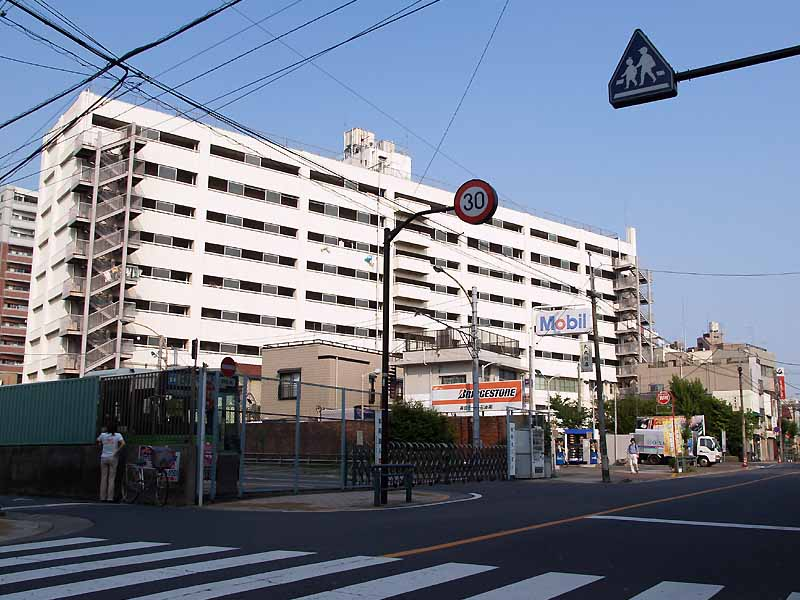
旧日光街道側

都営バス千住自動車営業所（とえいバスせんじゅじどうしゃえいぎょうしょ）は、東京都足立区梅田に位置する都営バスの営業所。日光街道沿いに位置し、主に足立区から北区、台東区内へ伸びる路線を担当している。最寄り停留所は千住車庫前で、東京都交通局の職員住宅である千住寮が隣接している。営業所記号はHを用いる。ナンバーは足立である。
運用エリアの西側が北営業所および巣鴨営業所、南側が南千住営業所となるが、里48系統を除き他営業所と共管している路線はない。

## 沿革
- 1935年（昭和10年）6月2日：千住自動車営業所として開設。
- 1970年（昭和45年）3月21日：東武鉄道との相互乗り入れ路線として143甲・乙（→王30・31）系統を運行開始。
- 1972年（昭和47年）7月2日：営業所の庁舎建て替えに伴い、南千住分車庫を開設。4（→端44）系統を滝野川から移管。
- 1974年（昭和49年）5月1日：庁舎建て替えが完了。
- 1975年（昭和50年）5月5日：南千住分車庫を廃止。
- 1977年（昭和52年）12月16日：草41系統を南千住から移管し、代わりに里22系統を南千住へ移管。
- 1990年（平成2年）
  - 7月21日：巣鴨管轄の里48系統に参入、共管となる。
  - 12月10日：深夜急行バス・上野駅→春日部駅線を開設。
  - 12月19日：王31系統を廃止。
- 1994年（平成6年）4月4日：深夜急行バスから撤退。
- 2006年（平成18年）3月31日：王30系統を足立区役所で分割、王49折返・有30系統となる。また、有30系統を青戸へ移管する。
- 2010年（平成22年）4月1日：王49系統のハートアイランド経由便を新設。
- 2015年（平成27年）3月31日：墨38系統を廃止。
- 2018年（平成30年）4月：一度撤退した里48系統に再び参入。
- 2022年（令和3年）1月4日：東京女子医大病院足立医療センター開院に伴い、里48-3の新設、里48-2、王49系統の経路を変更。
- 2025年（令和7年）
  - 3月31日：王49折返系統東京女子医大足立医療センター経由廃止[1]。
  - 3月31日：王49折返系統のハートアイランド廻り、東京女子医大足立医療センター経由廃止。
  - 4月1日：王49折返系統の足立区役所〜東京女子医大足立医療センター運行開始。

## 現行路線

### 草41系統

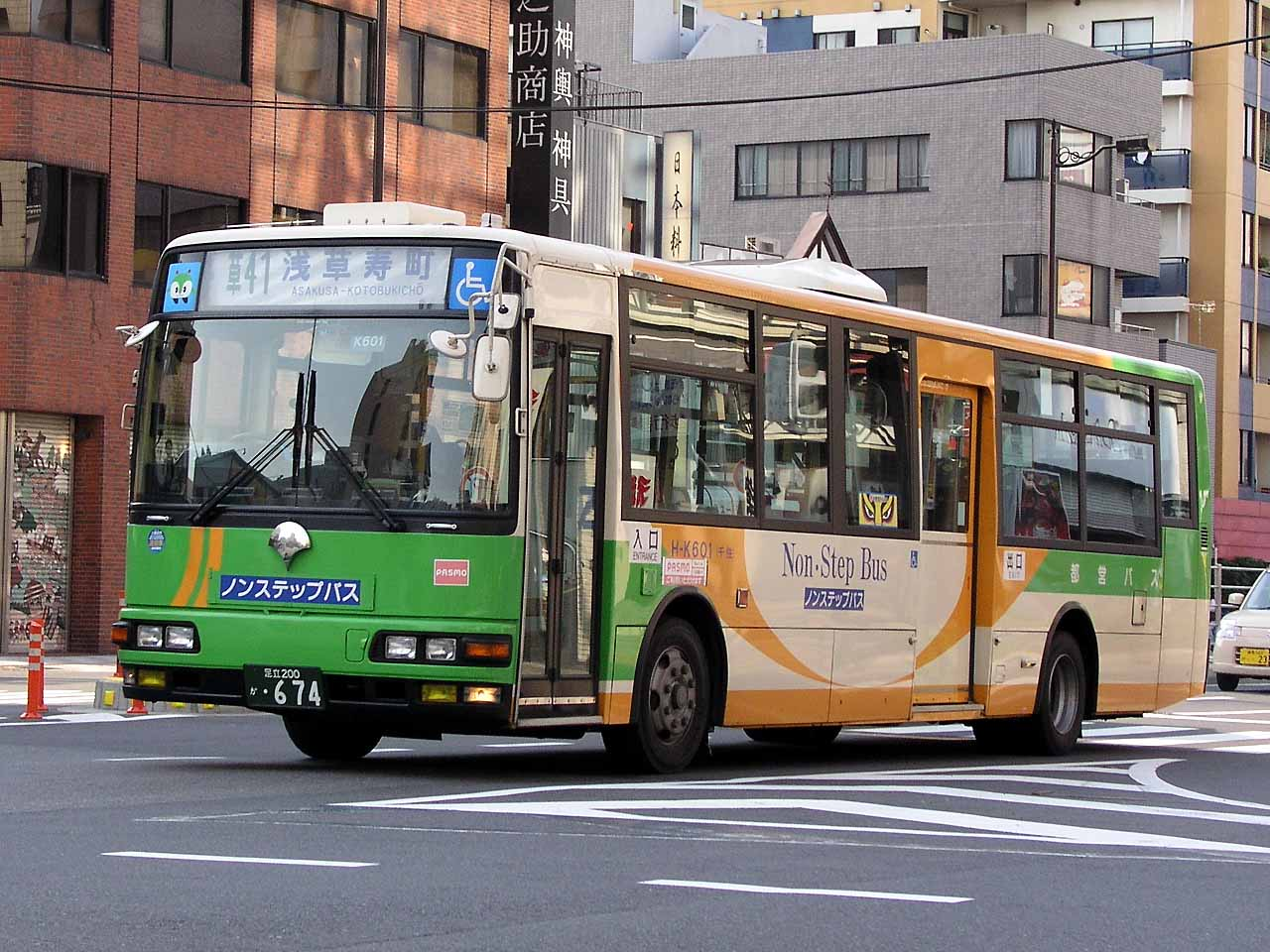
草41 (H-K601)

- 草41：浅草寿町 - 中入谷 - 鶯谷駅 - 三河島駅 - 町屋駅 - 放水路土手下 - 足立梅田町
- 草41：鶯谷駅 → 三河島駅 → 町屋駅 → 放水路土手下 → 足立梅田町（初便のみ）

終戦時には既に西新井橋（現・千住桜木） - 道灌山下間が開通していた歴史の古い路線。その後、西新井橋 - 浅草寿町間の延伸から「浅草寿町 - 蛎殻町」「足立梅田町 - 西新井橋」「蛎殻町 - 東京駅」と徐々に路線を延長し、1958年に足立梅田町 - 浅草寿町 - 東京駅八重洲口間の運行となる。しかし、1966年に現在の草41系統の前身である11系統（足立梅田町 - 浅草寿町）と65系統（日暮里駅 - 東京駅八重洲口）に分割、1972年の系統番号変更により、旧・11系統を草41系統と改称して現在に至る。1981年の再建計画では足立梅田町 - 日暮里駅間への短縮・区間変更も検討されたが、再編実施対象から外れた。
足立梅田町から徒歩数分にあるエル・ソフィア前では、王49と乗り継ぎが可能である。
千住車庫 - 足立梅田町の回送経路に狭隘区間があり、足立梅田町 - 放水路土手下間で大型車同士のすれ違いが困難なことから、かつては中型車による運行が主体であった。そのため混雑時間帯が多く、多客時（7月第3木曜日の足立花火大会や隅田川花火大会、入谷朝顔市）には輸送力不足のため大型車が運用されることがあった。
出庫は千住車庫から日光街道に出た後、東武スカイツリーライン沿いに梅田七丁目を経由して足立梅田町へ向かい、入庫は足立梅田町北側の丁字路を右折し、梅島駅南側の交差点から旧日光街道を通って千住車庫に着くという経路であった。そのため大型車とノンステップバスの運用時は、千住車庫から荒川放水路沿いを通って放水路土手下を経由し、足立梅田町に至る迂回経路をとっていた。近年は千住営業所に中型車の配置がなくなったため、迂回でない経路をとる回送はなくなり、すべて上記の大型車の回送ルート使用である。
草43：千住車庫 → 三ノ輪駅の出庫では草43として営業運行され、終点の三ノ輪駅前で客を降ろした後、国際通りを経由し浅草寿町へ回送される。

### 草43系統
- 草43：浅草雷門 - 浅草公園六区 - 千束 - 三ノ輪駅 - 千住大橋 - 千住車庫前 - 足立区役所（平日）
- 草43：浅草雷門 - 浅草公園六区 -千束 - 三ノ輪駅 - 千住大橋 - 千住車庫（平日夜間のみ）
- 草43：浅草寿町- 浅草公園六区 - 千束 - 三ノ輪駅 - 千住大橋 - 千住車庫前 - 足立区役所（土曜・休日、本数少）
- 草43：浅草寿町 - 浅草公園六区 - 千束 - 三ノ輪駅 - 千住大橋 - 千住車庫（土曜・休日）
- 草43：千住車庫 → 千住大橋 → 三ノ輪駅（初便のみ）

前身である旧・13系統は終戦時まで遡り、現在の千住営業所が担当する路線では草41系統と並んで歴史の古い路線である。1949年には旧・201系統と統合し、千住車庫前 - 新橋駅間を結ぶ長距離路線となったが、1972年に草43系統に変更され、1973年3月に浅草橋 - 新橋駅間が廃止された。その後、東神田への再延長を経て、平成に入ってから1990年3月の浅草雷門までの再短縮、2004年の千住車庫前 - 足立区役所間の延伸が次々となされた。
2015年4月4日から、土・休日における浅草雷門バス停周辺の混雑に伴う定時運行困難を理由に、土・休日に限り浅草寿町発着へと変更されて現在に至る。この区間短縮に伴い、浅草周辺での祭事による短縮運行がなくなった。
足立区役所 - 三ノ輪駅間は日光街道、三ノ輪駅 - 浅草寿町間は国際通りを経由し、足立区・荒川区・台東区をほぼ直線的に結ぶ南北縦断路線となっている。千住車庫前始発便は、車庫西側・旧日光街道上の乗り場から発車する。なお、千住車庫前 - 足立区役所間の出入庫の際は王49出入として営業運行される。

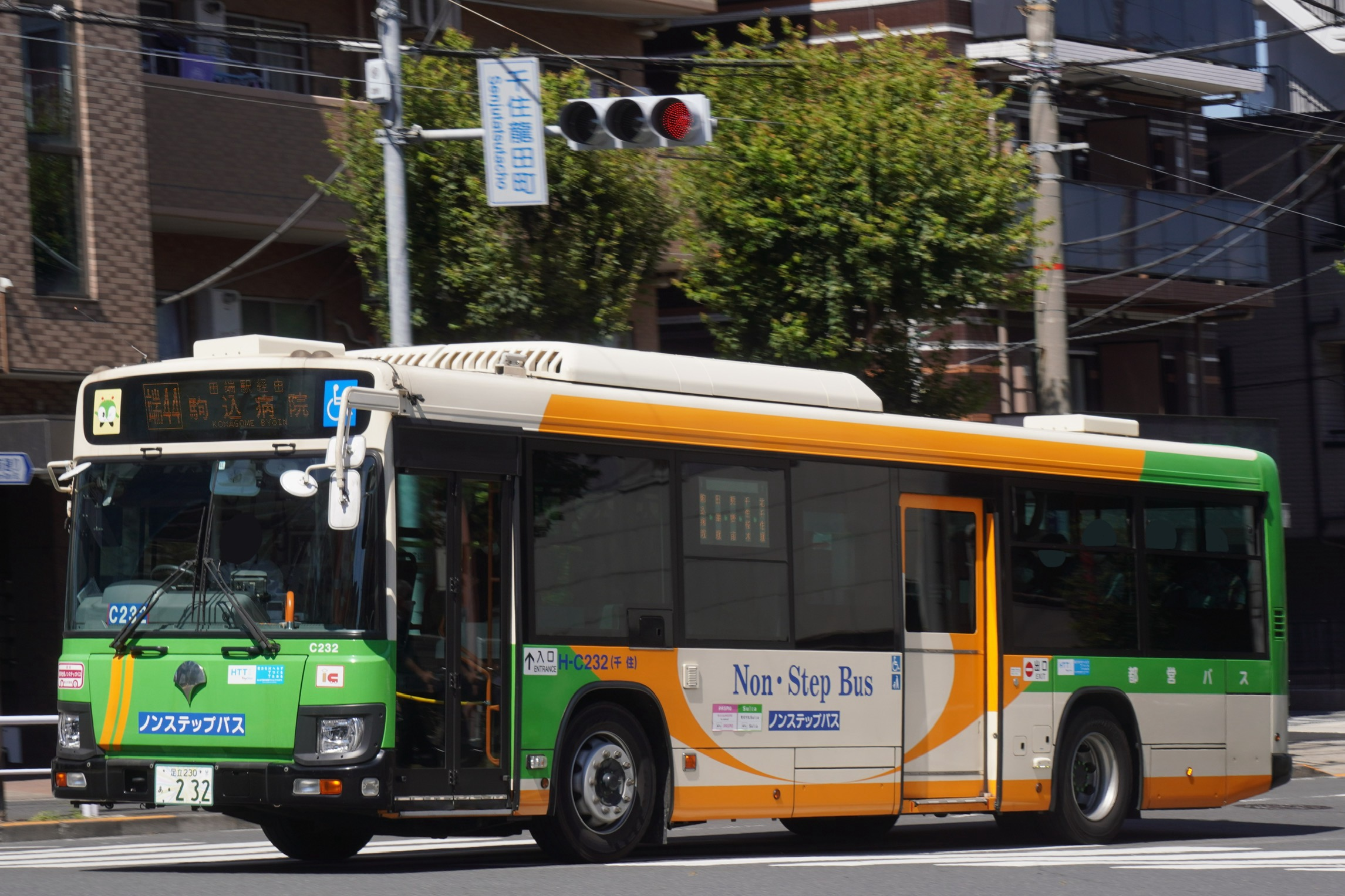
端44 (H-C232)

### 端44系統
- 端44：北千住駅 - 千住桜木 - 尾竹橋 - 熊野前 - 田端駅 - 動坂下 - 駒込病院 → 駒込病院（構内）

北千住駅から熊野前、田端駅を経由して駒込病院へ向かう。開通は1951年（昭和26年）3月1日で、当初は滝野川営業所（現・北営業所）の管轄だった。系統番号の「端」は田端駅のことで、北営業所の東43系統と同様に駒込病院を発着することから、リフト付きバスが導入された当時は本系統に優先的に配車されていた。駒込病院行は駒込病院（構内）まで運行する。

### 北47系統

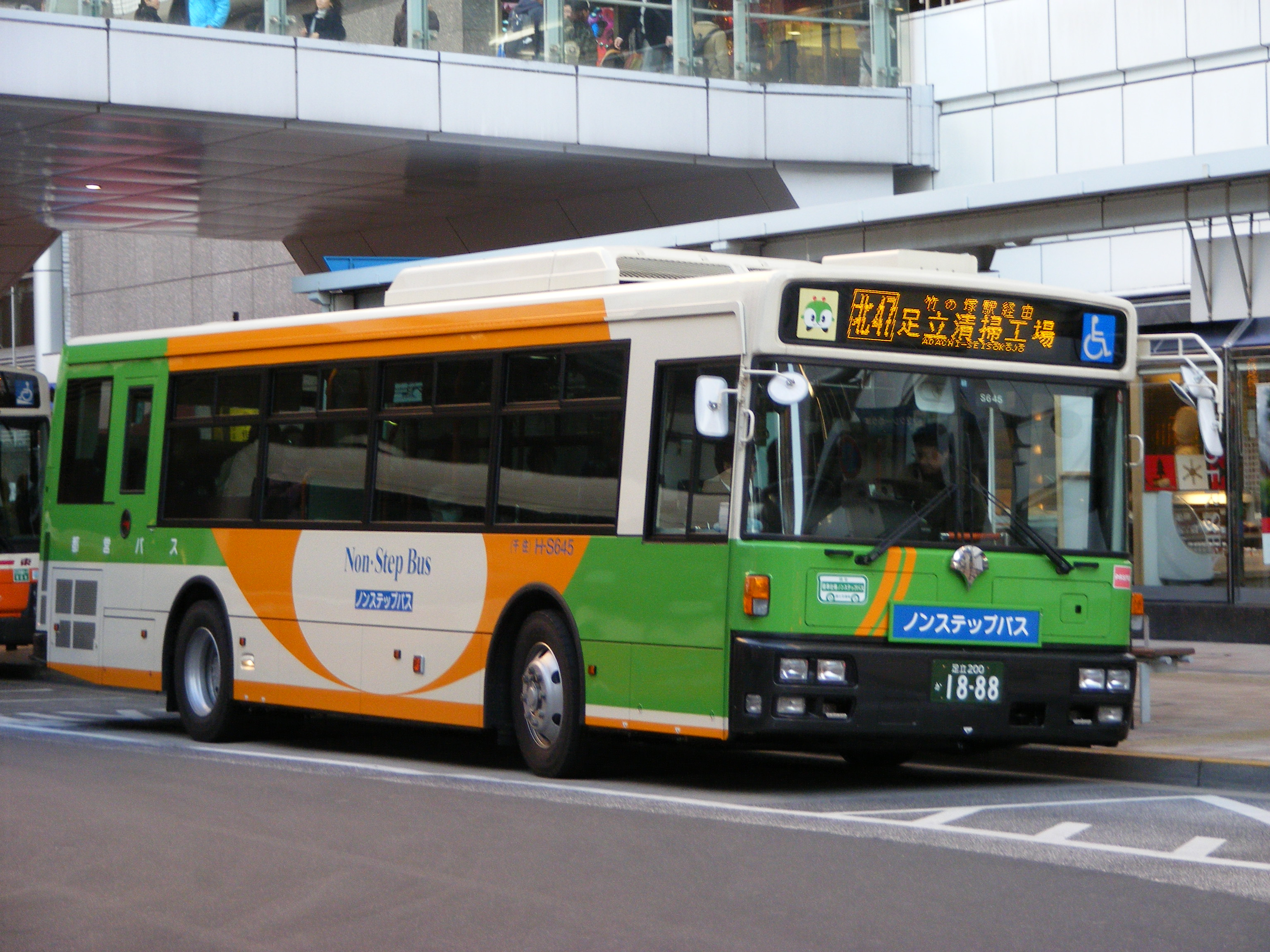
北47 (H-S645)

- 北47：北千住駅 - 千住車庫前 - 足立区役所前 - 島根町 - 竹の塚駅 - 足立清掃工場
- 北47：北千住駅 - 千住車庫前 - 足立区役所前 - 島根町 - 竹の塚駅
- 北47：北千住駅 - 千住車庫前 - 足立区役所（平日のみ）
- 北47：北千住駅 - 千住車庫前（旧道側）（出入庫）
- 北47：千住車庫前 → 足立区役所前 → 島根町 → 竹の塚駅 → 足立清掃工場（初便のみ） （出庫）
- 北47：千住車庫前 - 足立区役所 - 島根町 - 竹の塚駅（出入庫）
- 北47：竹の塚駅 - 足立清掃工場（平日昼間のみ）

北47系統は北千住駅を起点として、足立区の中央部を東武スカイツリーラインに交わる形で並行しながら、日光街道経由で縦貫する路線で、1975年10月1日に開通した。日光街道 - 竹の塚駅間は往復する形で立ち寄るが、竹の塚駅以遠の運行は東武バスと一部経路が重複するため、毎時1本弱の運行にとどまっている。北千住駅前と足立区役所を結ぶ役割があるため、平日開庁時間帯の北千住駅方面ならびに竹の塚駅方面の平日の一部のバスは区役所構内に乗り入れる。
2023年5月改正で、新たに竹の塚駅 - 足立清掃工場間の区間便が新設された。
当初は足立清掃工場発着の北47系統と竹の塚駅発着の北48系統に分かれ、北47系統は竹の塚駅に寄らずに日光街道を直進していたが、1982年12月26日に統合のうえ北47系統に一本化、足立清掃工場発着便も竹の塚駅に立ち寄るようになった。北48系統は千住車庫前 - 上野駅 - 秋葉原駅 - 新橋駅間の路線をルーツとする。

### 里48系統
- 里48：日暮里駅 - 西日暮里駅 - 熊野前 - 江北六丁目団地 - 足立流通センター - 中入谷 - 見沼代親水公園駅（巣鴨営業所と共管）
- 里48：日暮里駅 - 西日暮里駅 - 熊野前 - 江北六丁目団地（巣鴨営業所と共管）
- 里48-2：日暮里駅 - 西日暮里駅 - 熊野前 - 東京女子医大足立医療センター前 - 東京北部病院 - 加賀団地（循環）（巣鴨営業所と共管）

日暮里駅と見沼代親水公園駅を東京都交通局日暮里・舎人ライナーと並行して結ぶ路線。もともとは巣鴨営業所の単独所管だったが、1990年（平成2年）7月に参入して共管となっていた時期がある。しかし、2006年（平成18年）に当営業所の管轄便は一旦なくなった。その後、巣鴨単独に戻った後に2008年（平成20年）3月に南千住営業所、2012年（平成24年）4月に北営業所が参入する。そして2018年（平成30年）4月に南千住営業所から千住営業所に移管されたため再び参入し、当営業所と巣鴨営業所、北営業所の体制となる。東京女子医科大学附属足立医療センター開院に伴い2022年1月4日にダイヤ改正・系統新設（里48-3）・経路変更（里48-2）を実施。これに合わせて北営業所が撤退。里48-3は2024年3月に廃止。設定から2年ほどでの撤退となった。

### 王49系統

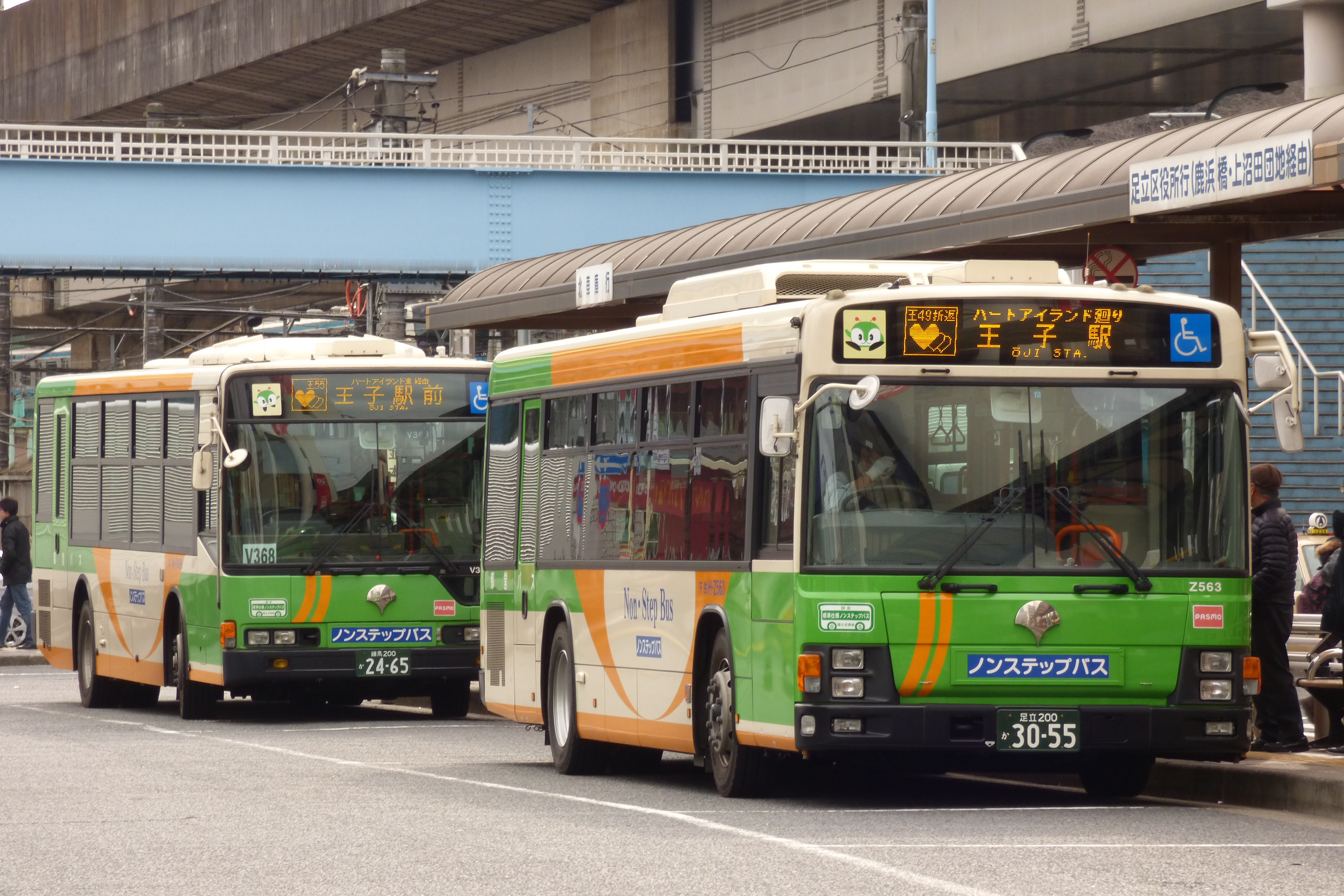
ハートアイランド経由で王子駅前バスターミナルに到着の王49折返（H-Z563）
後方のバスは王55到着便（折返し北車庫入庫便）(N-V368)

- 王49：王子駅 - 北区神谷町 - 鹿浜橋 - 上沼田団地 - 西新井大師前 - 梅島三丁目 - 島根三丁目 - 梅島駅 - 千住車庫（旧道側）
- 王49：王子駅 - 北区神谷町 - 鹿浜橋 - 上沼田団地 - 江北駅（平日朝のみ）
- 王49折返：王子駅 - 北区神谷町 - 鹿浜橋 - 上沼田団地 - 西新井大師前 - 梅島三丁目 - 島根三丁目 - 足立区役所
- 王49折返：東京女子医大足立医療センター - 西新井大師前 - 梅島三丁目 - 島根三丁目 - 足立区役所（平日のみ運行）
- 王49出入：千住車庫前 - 足立区役所

1970年3月21日に運行を開始した。開通以来駒込駅南口までの運行だったが、1991年の南北線開業に伴い王子駅までに短縮された。足立区の東西方向は鉄道がないため、公共交通機関としては東武スカイツリーラインを東西に横切る数少ない存在であり、足立区内地域間の相互連絡の役割も併せ持っている。
平日朝夕ラッシュ時は王子駅・王子五丁目 - 上沼田団地間の需要が非常に高く、特に朝の王子方面は常に満員に近い利用状況である。また、本線と折返の並行する王子駅 - 島根三丁目間のデータイムの運行頻度は毎時5 - 6回程度、以遠は2 - 3回程度である。王子 - 西新井間は王40甲系統と競合するが、王49系統が環七・鹿浜橋経由であるのに対し、王40甲系統は都道307号・江北橋経由である。
2016年4月1日、上沼田団地発着便をすべて江北駅まで延長した。
2022年1月4日、東京女子医大足立医療センター開業に伴い、王49折返系統ハートアイランド東経由便の全便と、王49折返系統ハートアイランド東非経由便（平日日中帯）を東京女子医大足立医療センターに乗り入れ開始（王49本線の乗り入れは2025年3月をもって終了）。同年10月1日、王49については「千住車庫」の表示に変更されたが、王49出入については国道4号線側のバス停に停車する関係上、「千住車庫前」の表示を続ける。
2025年（令和7年）4月1日改正で王49折返（王子駅～東京女子医大足立医療センター～足立区役所）のうち東京女子医大足立医療センター経由便とハートアイランド東経由便を廃止し、足立区役所～東京女子医大足立医療センターの折り返し運行便が新設となった。

## 廃止・移管路線

### 東22乙系統
- 東22乙 : 東京駅北口 - 日本橋 -（←水天宮 / 茅場町→）- IBM箱崎ビル
- 東22丙 : 東京駅北口 - 日本橋 - 茅場町 - 水天宮（→湊橋→）- IBM箱崎ビル

1989年4月10日開通。当初は巣鴨・千住・江東営業所の3営業所体制での運行だった。同年12月15日には土休日のみ運行の東22丙系統が設定されたが、1993年3月に廃止され同時に江東営業所が撤退した。1996年には千住営業所も撤退し、巣鴨営業所の単独運行となった。さらに2000年12月には江東営業所へ再移管され、2001年7月には平日朝夕のみ、後に朝のみの運行となっていた。その後、はとバス委託路線化に伴う臨海支所への移管と東20乙系統への変更を経て、2012年（平成24年）3月31日限りで廃止。

### 王30・王31・有30系統
- （143甲→）王30：王子駅 - 王子四丁目 - 北区神谷町 - 鹿浜橋 - 上沼田団地 - 西新井大師 - 西新井警察署（現：西新井陸橋） - 島根三丁目 - 加平橋 - 綾瀬警察署 - 大谷田 - 亀有駅北口（東武鉄道→東武バスセントラル葛飾営業所と共同運行）
- （143乙→）王31：王子駅 - 王子四丁目 - 北区神谷町 - 鹿浜橋 - 上沼田団地 - 西新井大師 - 西新井警察署（現：西新井陸橋） - 島根三丁目 - 加平橋 - 綾瀬六丁目 - 五兵衛町 - 綾瀬駅（東武鉄道葛飾営業所と共同運行）
- 有30：足立区役所 - 加平橋 - 綾瀬警察署 - 大谷田 - 亀有駅北口

王30、王31系統ともに1970年（昭和45年）に運行開始、当初はそれぞれ143甲、143乙系統を名乗った。その後、王31系統は1990年（平成2年）12月に廃止された。2003年（平成15年）4月には王30系統も足立区役所を境に分割され、亀有側が有30系統となり、同時に東武バスとの相互乗り入れを解消した。

有30系統は2006年（平成18年）4月に青戸支所へ移管され、はとバス委託となった後に2013年（平成25年）4月をもって廃止された。なお王子側は王49折返系統として現在も運行されているほか、王30系統も1日2便ながら東武バスが引き続き運行している。

### 墨38系統
- 墨38：両国駅 - 本所吾妻橋 - 業平橋駅（現・とうきょうスカイツリー駅） - 白鬚橋 - 東京都リハビリテーション病院

1991年（平成3年）7月に墨田区の要望を受けて開設された。当初は千住営業所と青戸支所の共管だったが、2003年（平成15年）4月に全便が南千住営業所へ移管され、その後にはとバス委託の上で青戸支所へ再移管された。墨田区コミュニティバス『すみだ百景』北西部ルートと競合したため、2015年（平成27年）3月31日限りで廃止。

### 東40系統
- （都電31→531→）東40：東京球場 - 三ノ輪橋 - 竜泉 - 新谷町車庫 - 合羽橋 - 蔵前一丁目 - 浅草橋駅 - 馬喰町 - 小伝馬町 - 新常盤橋 - 大手町 - 東京駅北口

1969年（昭和44年）10月の都電第4次撤去で廃止された31系統の代替。東京球場を終点としたのは、三ノ輪橋周辺に当時適当なバスの折り返し所がなかったためで、球場への観客輸送を最初から意識したものではない。
東京スタジアムの閉鎖に伴い、1973年（昭和48年）に三ノ輪橋折り返しへ変更。1975年には浅草橋打ち切りとなり系統番号も草40系統に変更された。交通局第2次再建計画により、1977年（昭和52年）12月15日限りで廃止された。

### 秋47系統
- （都電21→521→）秋47：東京球場 - 三ノ輪橋 - 下谷三丁目 - 下谷二丁目 - 上野駅 - 御徒町駅 - 秋葉原駅 - 水天宮

都電第4次撤去で31系統と同時に廃止された21系統の代替路線。当初は都電時代と同様に水天宮まで運転したが、営団地下鉄日比谷線と並行していたため、ほどなく秋葉原駅までに短縮された。東京スタジアム閉鎖で存続の意味を失い、1974年（昭和49年）1月31日限りで廃止された。

### 上48→北48系統
- 30：竹の塚駅 - 保木間仲道り - 千住車庫前 - 千住二丁目 - 三ノ輪駅 - 下谷警察署 - 上野広小路 - 須田町 - 神田駅 - 日本橋 - 銀座三丁目 - 新橋駅
- （30→）上48：竹の塚駅 - 保木間仲道り - 千住車庫前 - 千住二丁目 - 三ノ輪駅 - 下谷警察署 - 上野広小路
- 北48：竹の塚駅 - 保木間仲道り - 千住車庫前 - 北千住駅

30系統として1950年5月に開通した竹ノ塚駅 - 新橋駅間の路線が最初である。都電第4次撤去と同時の1969年（昭和44年）10月26日付で上野広小路 - 新橋駅間を短縮、系統番号再編成で上48系統を名乗った。第2次再建計画に伴う追加の路線再編成により、1978年（昭和53年）11月1日付で千住二丁目 - 上野広小路間を短縮の上で、起点を北千住駅に変更して北48系統となる。さらに第3次再建計画に伴う路線再編成により、1982年（昭和57年）12月26日付で北47系統の一部として統合された。

### 里48系統
- 里48-3：江北駅 → 江北陸橋下 → 東京女子医大足立医療センター前 → 扇三丁目 → 江北駅（循環）（巣鴨営業所と共管）

東京女子医科大学附属足立医療センター開院に伴い、里48系統の枝番として2022年1月4日にダイヤ改正・系統新設（里48-3）・経路変更（里48-2）を実施した。日中帯は全曜日で里48-2、里48-3のみの運行となり、里48は朝と夕のみの運行となった。これに合わせて北営業所が撤退した。
2024年3月29日の運行をもって里48-3が廃止。設定から2年ほどでの撤退となった。

### 王49折返
- 王49折返：王子駅 - 北区神谷町 - 環七新田 ‐ 鹿浜橋 - 上沼田団地 - 東京女子医大足立医療センター - 西新井大師 - 梅島三丁目 - 島根三丁目 - 足立区役所
- 王49折返ハートアイランド廻り：王子駅 -（→王子消防署）- 新豊橋南 - ハートアイランド東 - 新田二丁目 - 鹿浜橋 - 上沼田団地 - 東京女子医大足立医療センター - 西新井大師 - 梅島三丁目 - 島根三丁目 - 足立区役所

2010年4月1日（平成22年）、王49系統折返ハートアイランド廻りの運行を開始。LED式行先表示では王55系統と同様に「ハートアイランドSHINDEN」のロゴを表示していた。2022年1月4日（令和3年）、東京女子医大足立医療センターの開院により、ハートアイランド廻りの全便と王49系統の平日日中便が東京女子医大足立医療センターに乗り入れを開始した。
2025年4月1日（令和7年）限りで廃止となった。

### 72系統
- 72：西新井駅 - 千住車庫前 - 三ノ輪橋 - 上野駅 - 本郷一丁目 - 小石川後楽園

### 106系統
- 106：草加栄町車庫 - 草加駅入口 - 保木間 - 千住車庫前 - 三ノ輪橋 - 入谷鬼子母神 - 上野駅 - 上野広小路 - 秋葉原駅 - 神田駅 - 東京駅北口（東武鉄道西新井営業所 → 東武鉄道草加営業所と共同運行）
- 106：草加栄町車庫 - 草加駅入口 - 保木間 - 千住車庫前 - 三ノ輪橋 - 入谷鬼子母神 - 上野駅 - 上野広小路（東武鉄道と相互乗り入れ）

交通局と東武鉄道の共同による東京都心直通路線の第1弾として、1947年（昭和22年）6月25日に営業を開始した。1960年代に入ると東武伊勢崎線と営団地下鉄日比谷線の相互乗り入れによって長距離客が鉄道へ流出。日光街道の渋滞が激しくなると次第に利便性が低下し、1971年（昭和46年）1月31日限りで廃止。千住車庫前と保木間の間について、30系統を延長して代替とした。

### 118系統
- 118：川口駅 - 荒川大橋 - 領家 - 江北橋 - 千住桜木 - 千住大橋 - 三ノ輪橋 - 千束 - 浅草雷門 - 浅草橋駅 - 馬喰町 - 日本橋 - 東京駅八重洲口（東都乗合自動車→国際興業バス川口営業所と共同運行）
- 118：川口駅 - 荒川大橋 - 領家 - 江北橋 - 千住桜木 - 千住大橋 - 三ノ輪橋 - 千束 - 浅草雷門（国際興業バス川口営業所と共同運行）

国際興業バスの川口鹿浜線と赤羽鹿浜線をベースに、13系統とつなぐ形で1949年（昭和24年）11月1日に開通。1970年（昭和45年）に浅草雷門までに短縮され、翌1971年（昭和46年）11月20日限りで全線廃止。川口駅と鹿浜の間は国際興業バスの川21系統、千住桜木と浅草の間は草43系統として現存する。

### 137系統
- 137：千住二丁目 - 京成関屋駅 - 鐘紡 - 墨田二丁目 - 白鬚橋 - 東向島広小路 - 曳舟駅 - 押上駅 - 錦糸町駅（京成電鉄奥戸営業所と共同運行）

1965年（昭和40年）9月25日に開通。千住二丁目では旧・足立区役所周辺をループしていた。千住側の利用客が少なく1969年（昭和44年）8月31日限りで廃止となった。

押上、東向島から墨田二丁目にかけては、1990年代に入って墨38系統が設定され復活。2015年4月の墨38から錦40系統へのリニューアルにより、錦糸町駅から押上、東向島、白鬚橋を経て墨田二丁目への路線も46年ぶりに復活した。

### 深夜急行バス
- 深夜急行：上野駅（上野公園山下）→ 草加駅東口 → 松原団地駅入口 → 新越谷駅東口（南越谷駅）→ 越谷駅東口 → 北越谷駅東口 → せんげん台駅西口 → 武里団地センター → 武里駅西口 → 春日部駅西口 （東武鉄道足立営業所と共同運行）

1990年（平成2年）12月10日開通。都営バス初の深夜急行バスとして、東武鉄道直営時代の東武バスとの共同運行で開業した。1994年（平成6年）4月4日限りで都営が撤退、東武の単独運行となる。その後は停留所の新設や始発を東京駅に変更するなどして現在に至る。

## 車両
かつての指定メーカーは三菱ふそうであった。入札制度導入後は、いすゞ自動車、日野自動車、UDトラックス（旧・日産ディーゼル）の車両も配置されるようになった。2004年度以降はジェイ・バス製のいすゞ・エルガ・日野・ブルーリボンの比率が高まり、三菱ふそう車の比率は下がってきている。
1997年度にはノンステップバス最初期群の車両である日産ディーゼル・UAノンステップ（D221・222号車、UA460KAM、富士重工業車体架装）が2台配置され、主に草43系統で運行されていた。その後、大塚支所に次いでノンステップバス導入率100%を達成している。
中型長尺車は、三菱ふそう・エアロミディMKが配置されていたが、すでに除籍されている。かつては日野・レインボーHRも配置されていたが、短期間で品川・杉並・巣鴨へと転出している。

### 仕様
- 音声合成：レゾナント・システムズ（2006年頃まではクラリオンを採用していた）
- 放送装置：レシップ